# 112 Aina
112 Aina var en fiktiv dokumentär- och humorserie på TV6. Programmet följer en polisstation i den fiktiva orten Hällby. Programmet hade premiär 25 mars 2013 och första avsnittet sågs av 211 000 tittare.
Säsong två startade 30 september 2013. Säsong tre hade premiär 23 februari 2015. I början av 2016 meddelades på seriens Facebooksida att serien är nedlagd.

## Handling
På Hällby polisstation verkar allt vid en första anblick vara precis som vilken polisstation som helst. Men skenet bedrar. Polisinspektör Frans "Frasse" Ytterman, polisinspektör Stefan Schwarz, polisinspektör Vanessa Frankell, polisassistent Walter Eriksson, polisaspirant Nora Lindh och receptionisten Aina Forss är nämligen mitt uppe i en TV-inspelning. Ett team har valt att göra en dokumentärserie om just Hällby polisstation eftersom det är den kommun i Sverige som visat sig vara allra sämst på att klara upp brott.

## Skådespelare
- Måns Nathanaelson – Stefan Schwarz (säsong 1, 2 och 3)
- Fredrik Hallgren – Frans Ytterman (säsong 1, 2 och 3)
- Annie Lundin – Nora Lindh (säsong 1, 2 och 3)
- Linus Eklund Adolphson – Walter Eriksson (säsong 1, 2 och 3)
- Isabel Munshi – Vanessa Frankell (säsong 1, 2 och 3)
- Tapio Leopold – Ben (säsong 1, 2 och 3)
- Gustaf Skördeman – Jerry (säsong 1, 2 och 3)
- Marina Nyström – Aina Fors (säsong 1)
- Evin Ahmad – Athena Rasti (säsong 2 och 3)
- Niki Nordenskjöld - Veronika Beckman (säsong 3)
- Johannes Kuhnke – Sebastian (säsong 3)

## Nedläggning
I början av 2016 meddelades det i kommentarer på seriens Facebook-sida att säsong 3 var den sista. Anledningen sades vara ”kanalbeslut”.